# Cmentarz wojenny w Turce
Cmentarz wojenny w Turce – cmentarz wojenny z okresu I wojny światowej oraz wojny polsko-bolszewickiej.
Nekropolia znajduje się na północ od zabudowań Turki, na południe od Dorohuska. Miejsce to popularnie określane jest jako Moskale. Na terenie cmentarza znajduje się 11 zbiorowych grobów oraz 4 pochówki pojedyncze. Łącznie pochowano na nim 131 żołnierzy: 33 Polaków, 26 Rosjan, 27 żołnierzy Armii Czerwonej, 39 Niemców i 7 Austriaków.